# Карликовая колючая акулка
Карликовая колючая акулка, или карликовая глубоководная акула (лат. Squaliolus laticaudus) — малоизученный вид акул рода карликовых колючих акулок из семейства далатиевые (Dalatiidae). Вид широко распространён во всех океанах за исключением Северного Ледовитого. Обитает на глубине от 200 до 1200 м. Совершает суточные вертикальные миграции. Один из самых маленьких видов акул. Максимальный зарегистрированный размер не превышает 28 см. У этих акул вытянутое веретенообразное тело с крупной конической мордой и довольно крупными глазами. У основания первого спинного плавника имеется шип. Брюхо покрыто биолюминесцентными фотофорами, маскирующими силуэт рыбы. Рацион состоит из маленьких кальмаров и костистых рыб. Размножение происходит, вероятно, путём яйцеживорождения. Вид не представляет интереса для коммерческого рыболовства.

## Таксономия
Впервые вид был обнаружен в ходе экспедиции Американской рыболовной комиссии на пароходе «Альбатрос»на Филиппины в 1907—1910 годах. Он был научно описан американскими ихтиологами Хьюгом Маккормиком Смитом и Льюисом Рэдклиффом в 1912 году на основании двух образцов, пойманных в заливе Батангас, Лузон, Филиппины. Один из них был назначен голотипом (самка длиной 15 см, пойманная на глубине 310 м), а другой паратипом (самка длиной 11,5 см, пойманная на глубине 362м) вида. Название рода произошло от слова лат. squalidus — «жалкий», «убогий». Видовое название происходит от слов лат. latus — «широкий» и лат. cauda — «хвост».
Благодаря сходству птеригоподий самцов близкородственным видом карликовой колючей акулке и связанному с ним виду Squaliolus aliae признана карликовая акулка.

## Ареал
Карликовые колючие акулки широко распространены по всему миру. В западной Атлантике они встречаются у Бермудских островов, у побережья США, Суринама, южной Бразилии и северной Аргентины, а в восточной — у северных берегов Франции, Мадейры, Кабо-Верде и у Азорских островов. В Индийском океане акулы этого вида попадались только в водах Сомали. В Тихом океане они встречаются у побережья Японии, Тайваня и Филиппин. Они обитают на глубине от 200 до 500 м и редко поднимаются к поверхности воды. Эти акулы предпочитают держаться в зоне высокой биологической продуктивности над материковыми и островными склонами, но избегают центральных подводных котловин. Зона обитания карликовой колючей акулы не пересекается с зоной обитания близкородственной Squaliolus aliae и сильно отличается от зон обитания бразильской светящейся акулы.

## Описание
Будучи одной из самых маленьких существующих ныне акул, Squaliolus laticaudus достигает в длину всего 27,5 см. У этих акул вытянутое веретенообразное тело с вытянутым, слегка заострённым, выпуклым рылом. Глаза довольно крупные, верхний край глазницы в отличие Squaliolus aliae почти прямой, а не изогнут в виде буквы V. Позади глаз имеются брызгальца. Жаберные щели очень маленькие, равномерно широкие. Ноздри обрамлены небольшими складками кожи. Рот представляет собой почти поперечную линию. Губы тонкие, сосочки на верхней губе отсутствуют. На нижней челюсти расположено 16—21, а на верхней 22—31 зубных рядов. Нижние и верхние зубы сильно отличаются по размеру и форме. Верхние зубы узкие, поставлены вертикально. Нижние зубы крупные и широкие, имеют форму лезвия, сцеплены между собой, образуя непрерывную режущую поверхность.
У основания первого спинного плавника имеется шип, у самцов он виден, а у самок, как правило, закрыт кожей. У основания второго спинного плавника шип отсутствует. Первый спинной плавник крошечного размера, он расположен над свободным концом грудных плавников. Второй спинной плавник низкий, его основание расположено над второй половиной основания брюшных плавников. Грудные плавники короткие, треугольной формы, кончик загнут. Брюшные плавники низкие и длинные. Анальный плавник отсутствует. Хвостовой плавник почти симметричный, широкий, веслообразный. У края верхней лопасти имеется выемка. На тонком хвостовом стебле расположены низкие латеральные кили.
Тело покрывают плоские плакоидные чешуйки, каудальные выступы отсутствуют. Окрас чёрного или коричнево-чёрного цвета, края плавников имеют светлую окантовку. Брюхо покрыто светящимися фотофорами. У этих карликовых колючих акул самое маленькое количество позвонков среди всех существующих акул — 60.

## Биология
Карликовые колючие акулки питаются в основном мелкими костистыми рыбами, такими как светящиеся анчоусы рода диафусов, идиакантовые и гоностомовые и кальмарами, в том числе Chiroteuthis и Histioteuthis. В поисках добычи они совершают суточные вертикальные миграции, проводя день на глубине около 500 м и поднимаясь ночью на глубину приблизительно 200 м. Фотофоры, расположенные на брюхе, маскируют силуэт, делая их невидимыми для хищников. Размножение происходит путём яйцеживорождения. Развивающиеся эмбрионы питаются желтком. У взрослых самок имеется 2 функциональных яичника, в каждом развивается по 12 яиц. Однако реальная численность потомства гораздо меньше; пойманная у берегов южной Бразилии самка вынашивала всего 4 детёныша. Длина новорожденных около 10 см. Самцы достигают половой зрелости длине 15 см, а самки 17—20 см.

## Взаимодействие с человеком
Из-за маленького размера карликовые колючие акулки редко попадаются в сети и не представляют интереса для коммерческого рыболовства. Учитывая обширный ареал Международный союз охраны природы присвоил этому виду статус сохранности «Вызывающий наименьшие опасения».